# 富士高茂
富士 高茂（ふじ たかしげ、1878年（明治11年）2月7日 - 没年不詳）は、明治・大正時代の実業家、資産家。麹町区富士見町（現在の千代田区）に住した。

## 経歴
旧讃岐多度津藩主・京極高典の六男として生まれる。
後に富士家当主である富士重本の養子となったため富士姓を名乗り、明治31年（1898年）には富士家の家督を相続している。明治41年（1908年）に早稲田大学を卒業。その後、法政大学でも学んだという。
富士家を相続する立場であったため富士家伝来の古文書も高茂が継承しており、この古文書を東京大学史料編纂所が明治19年（1886年）と昭和5年（1930年）に採録している。身分は東京府士族。

## 系譜
- 父：京極高典
- 養父：富士重本
- 妻:芳子
  - 男子：重正
  - 三男：喜八郎
  - 長女：さく子
  - 次女：まつ